# Wołczyn (obwód brzeski)
Wołczyn (biał. Воўчын) – wieś w obwodzie brzeskim, w rejonie kamienieckim Białorusi, centrum administracyjne sielsowietu; do 1945 w Polsce, w województwie poleskim, w powiecie brzeskim, siedziba gminy Wołczyn.
W miejscowości działają dwie parafie – prawosławna (pw. św. Mikołaja Cudotwórcy) i rzymskokatolicka (pw. Trójcy Przenajświętszej).
W Wołczynie urodzili się hetman polny litewski Wincenty Aleksander Gosiewski (ok. 1620), król Polski i wielki książę litewski Stanisław August Poniatowski (1732), polski malarz Zygmunt Vogel (1764).
Pierwsze pisemne wzmianki o Wołczynie pochodzą z końca XV w., kiedy to obszerna włość z nadania wielkoksiążęcego znalazła się w posiadaniu rodu ruskich bojarów Pereświet-Sołtanów. Po raz pierwszy istnienie dworu wołczyńskiego zostało udokumentowane w 1516 r. Wołczyn pozostawał w rękach co najmniej czterech pokoleń Sołtanów, którzy uczynili go ośrodkiem dóbr i siedzibą dworu. W r. 1577 odbyły się tu jarmarki. Przedstawiciele tego rodu gorliwie wspierali prawosławie. Pierwszą świątynią w Wołczynie była cerkiew par. pw. ŚŚ. Mikołaja i Jerzego, ufundowana w 1586 r. przez starostę ostryńskiego Jarosław Sołtana i jego żonę Marię.
Z początkiem w. XVII Sołtanowie zbyli Wołczyn. Najpóźniej w 1619 r. stał się on własnością referendarza w. lit. i późniejszego woj. smoleńskiego, Aleksandra Gosiewskiego, który w r. 1639 erygował tu parafię rzymskokatolicką i wzniósł drewniany kościół. Po Aleksandrze całe włości wołczyńskie otrzymała w spadku jego starsza córka Teresa, zamężna najpierw za kasztelanem wileńskim Józefem Bogusławem Słuszką, a po jego śmierci – za woj. wileńskim Kazimierzem Janem Sapiehą. Po bezpotomnej śmierci Teresy w 1708 r. Wołczyn został dożywotnio legowany Sapieże. Wbrew testamentowi zmarłej małżonki, woj. wileński w 1710 r. sprzedał Wołczyn swemu powinowatemu Janowi Henrykowi Flemmingowi, feldmarszałkowi saskiemu i ministrowi króla Augusta II. Wartość całej posiadłości została wówczas oszacowaną na wysoką sumę 352 500 zł polskich, z czego Sapieha przeznaczył 30 tys. tynfów na budowę pałacu w Wołczynie oraz na zapomogi dla włościan i reparacje folwarków po zniszczeniach związanych z wojną północną.
Przez następną dekadę Flemming dzierżawił Wołczyn, by w 1721 r. cedować dobra Stanisławowi Poniatowskiemu. Generał Poniatowski nabył te dobra w rok po ślubie z Konstancją Czartoryską, za posag żony w kwocie 400000 zł. Obojgu Poniatowskim, rodzicom późniejszego króla Stanisława Augusta, który urodził się w Wołczynie 17 I 1732 r., należy przypisać inicjatywę zorganizowania tu wystawnej rezydencji.
Poniatowscy powiększyli wołczyńskie dobra. Poczynili też kroki ku regulacji miasteczka, wystawiając w Wołczynie zespół drewnianych domów według projektów wzorcowych oraz ratusz, osadzili tu rzemieślników i organizowali jarmarki. Wystawili też dwie nowe świątynie – rzymskokatolicki kościół par. (1729-1733) i cerkiew greckokatolicką (1731). W 1738 roku Stanisław Poniatowski sprzedał Wołczyn swemu szwagrowi Michałowi Fryderykowi Czartoryskiemu. W latach 50. XVIII wieku było to centrum polityczne rodziny Czartoryskich. W tym czasie Wołczyn położony był w powiecie brzeskolitewskim województwa brzeskolitewskiego.
Podczas okupacji hitlerowskiej, na jesieni 1941 roku Niemcy utworzyli getto dla żydowskich mieszkańców. Przebywało w nim około 900 osób. 22 września 1942 roku Niemcy zlikwidowali getto, a Żydów zamordowali a część wywieźli do obozu pracy w Brześciu. 
Świetność Wołczyna skończyła się wraz ze śmiercią Michała Fryderyka Czartoryskiego (zm. 1775). Jego spadkobiercy tu nie rezydowali, co zarówno dla samego założenia pałacowego, jak i miasteczka łączyło się ze znacznym regresem. Kolejnymi właścicielami Wołczyna byli wnuczka kanclerza, Izabela z Flemmingów i jej mąż Adam Kazimierz Czartoryski, a od 1812 r. ich syn, Konstanty Adam. Samo miasteczko pozostawało wówczas pod zarządem Skarbu Rosyjskiego, a ze znaczących obiektów odnotowano w nim murowany ratusz. Zapewne podczas wojen napoleońskich spłonęła cerkiew greckokatolicka. Stojącą do dziś przy rynku miasteczka zbudowano już jako prawosławną, po kasacie Unii w 1839 r. 
W 1822 r. Konstanty Czartoryski sprzedał Wołczyn Karolinie z Ostyk-Narbuttów i Brunonowi Pusłowskim. Majątek wołczyński za udział w powstaniu 1831 r. został zarekwirowany ich synowi, Feliksowi (Szczęsnemu), jednak Karolinie Pusłowskiej udało się go odzyskać. Po Pusłowskich folwark i miasteczko Wołczyn przeszły w ręce Bronisława i Konstancji z Narbuttów Moraczewskich, następnie Tadeusza Narbutta. W 1890 r. Wołczyn należał do Lucjana Moraczewskiego, a na przełomie w. XIX/XX majątek został ostatecznie rozparcelowany przez jego córkę.
W latach międzywojennych Wołczyn funkcjonował jako osada.

## Rezydencja w Wołczynie

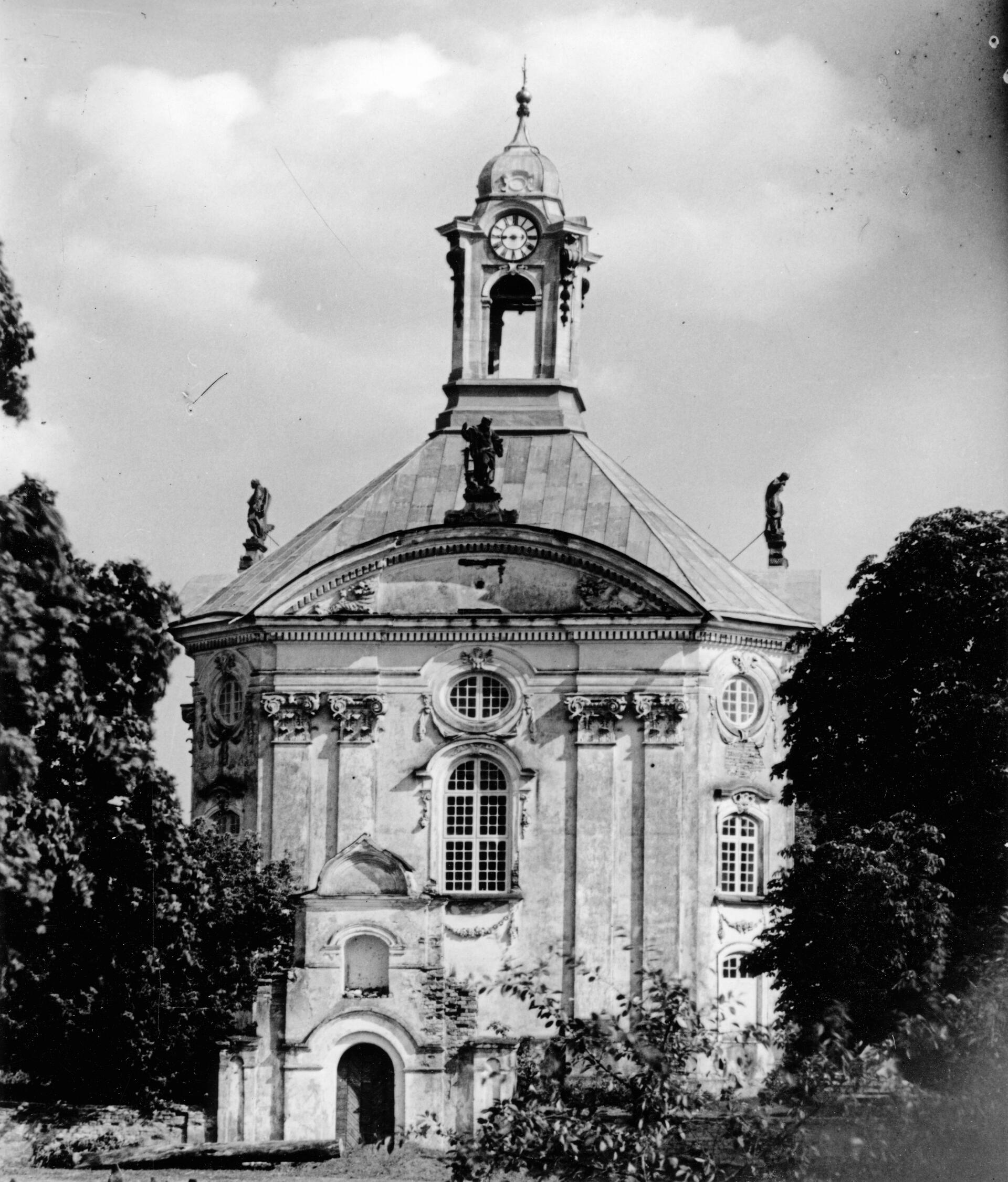
Kościół w 1938 r.

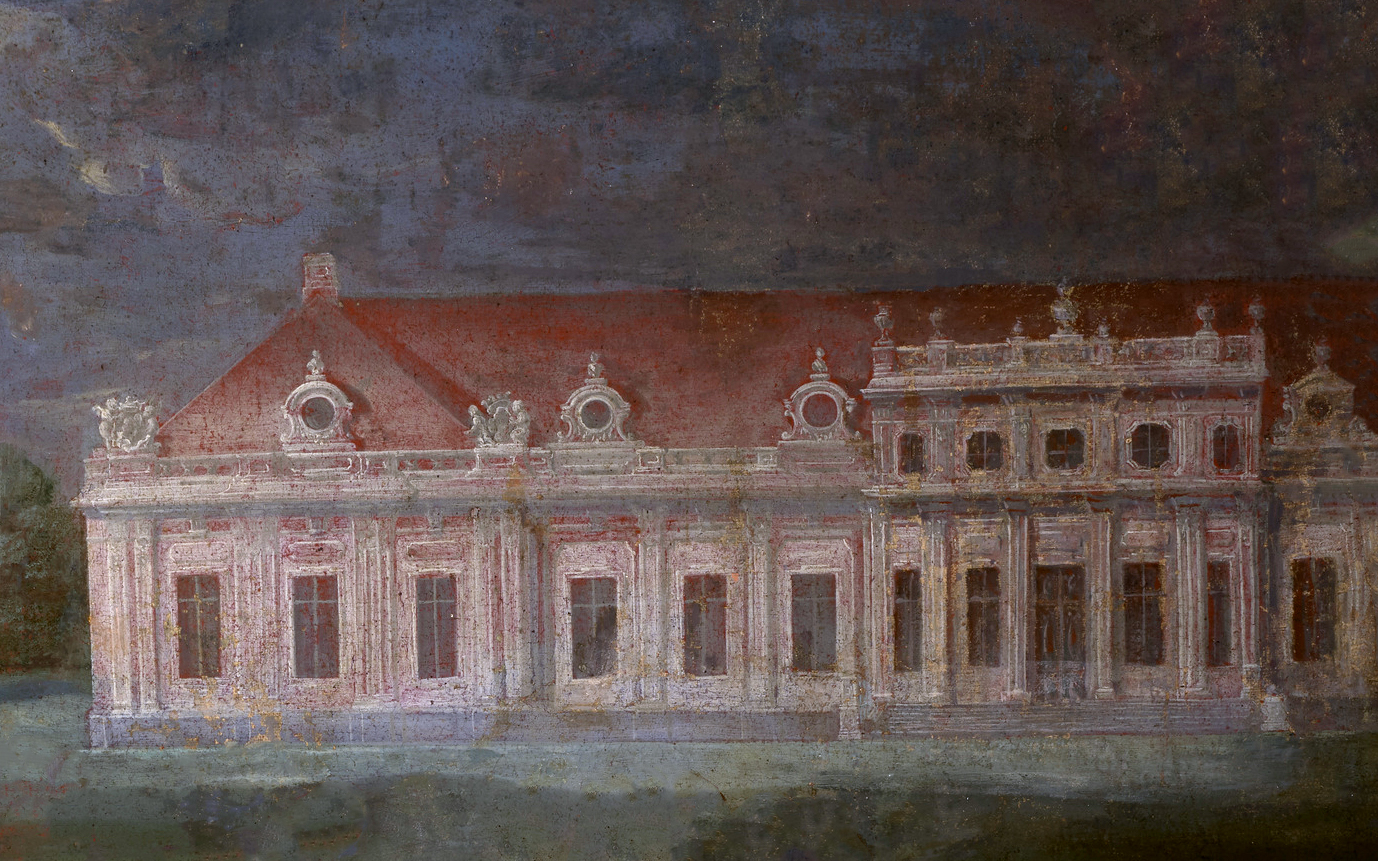
Pałac Czartoryskich około 1750 r.

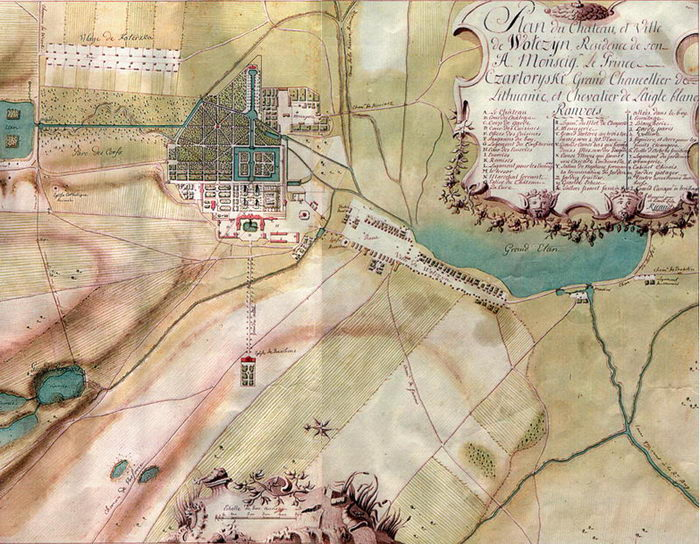
Plan założenia pałacowego w 1758 r.

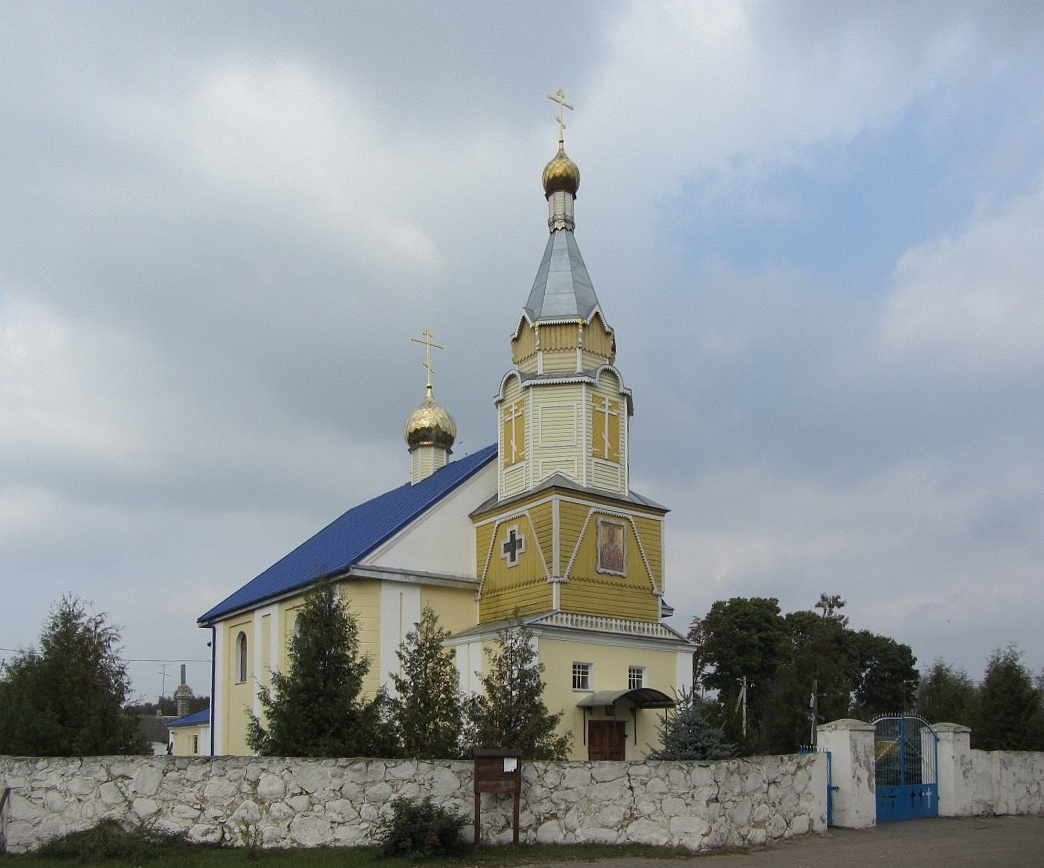
Cerkiew św. Mikołaja

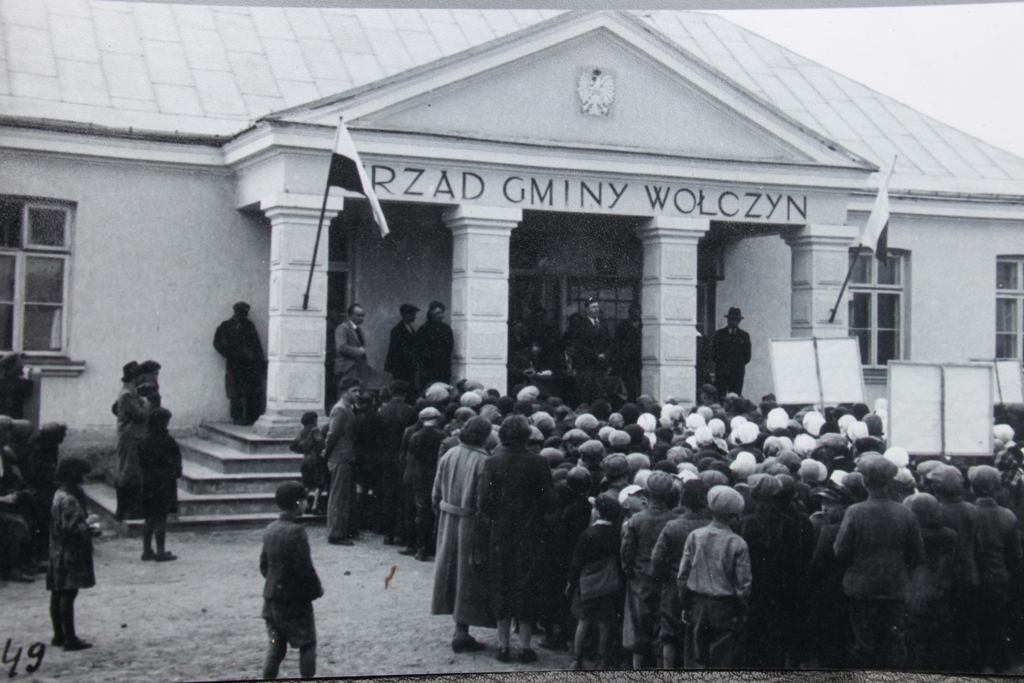
Budynek Urzędu Gminy w latach 30. XX wieku

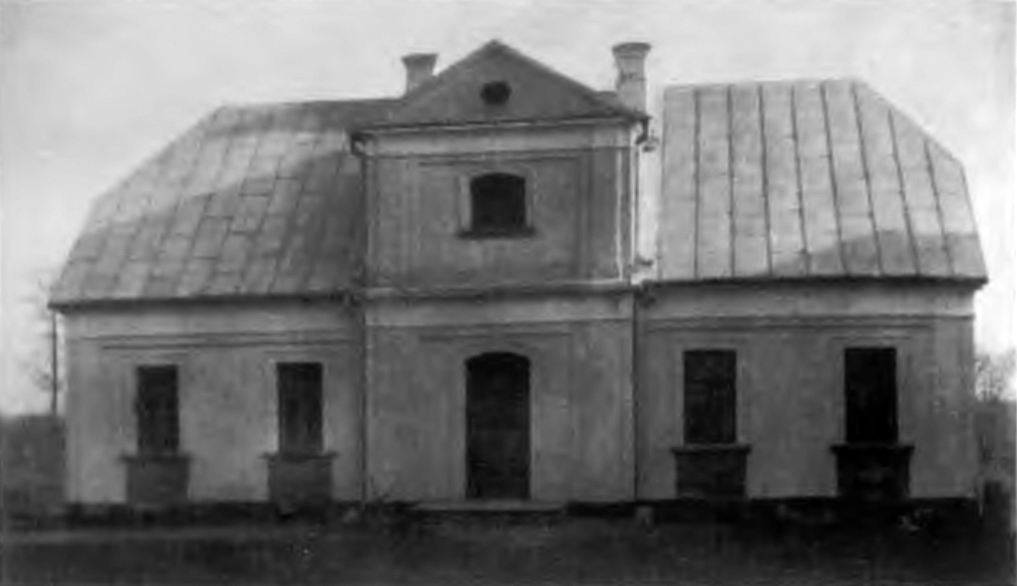
Plebania w 1938 r.

### Pałac i park
O najwcześniejszych siedzibach właścicieli Wołczyna, dworach Sołtanów i Gosiewskich, brak przekazów. Wołczyńska rezydencja Stanisława i Konstancji Poniatowskich została zbudowana po 1721 roku, a następnie, na przełomie lat 40. i 50. w. XVIII, została znacząco rozwinięta przestrzennie przez kolejnych właścicieli, Michała Fryderyka i Eleonorę Czartoryskich. Pałac Czartoryskich powstał ponoć po rozbiórce siedziby Poniatowskich. Rozległa kompozycja „enre cour et jardin”, z której do dzisiaj pozostał czytelny układ kanałów i tarasowe ukształtowanie terenu, realizowała wzory francuskiej barokowej sztuki planowania rezydencji pozamiejskich. Pałac był ulokowany pośrodku imponującej, blisko półtorakilometrowej osi, ciągnącej się od misji Bazylianów na zachodzie do groty Neptuna na wschodnim krańcu kanału, będącego głównym akcentem ogrodu. Pałac założony został na planie podkowy która ujmowała cour d’honneur, po którego obu stronach usytuowano dwa dziedzińce gospodarcze. Północny dziedziniec otaczały budynki gospodarcze oraz mieszkanie cukiernika. Przy południowym dziedzińcu ulokowano stajnie, wozownię oraz przylegający do pałacu pawilon dla gości. Dziedziniec ten otwierał się na plac, na którym znajdował się wzniesiony przez kasztelana Stanisława Poniatowskiego w latach 1729–1734 kościół Św. Trójcy oraz plebania, dom kościelnego i stolarnia. Plac ten komunikował się poprzez mostek i drogę z położonym za niewielkim kanałem miasteczkiem Wołczyn. Pałac obecnie nie istnieje, pozostały po nim tylko murowane sklepione piwnice i relikt oficyny północnej jako ściany wiejskich domów.
Na tyłach pałacu znajdował się rozległy, założony na trzech tarasach parterowy ogród z czterema fontannami i teatrem ogrodowym po południowej stronie. Po stronie północnej znajdował się ogród warzywny z oranżerią, cieplarnią, a także figarnią i mieszkaniem ogrodnika. W dalszej części ogrodu usytuowano kanał obiegający dwie regularne wyspy i wspomniany wyżej Wielki Kanał z kaskadą oraz dwoma owalnymi basenami – w środku jego długości i na zakończeniu. Północną stronę kanału zajmował poprzecinany alejami las z salonem oraz położony na zachód od niego sad. Pomiędzy lasem a leżącym dalej na
północ stawem założony został rozległy zwierzyniec jeleni. Teren na południe od Wielkiego Kanału przeznaczono pod menażerię. Przypuszczalnie ogród zaprojektował Pierre Ricaud de Tirregaille. 
Świetność rezydencji skończyła się wraz ze śmiercią Michała Fryderyka Czartoryskiego (zm. 1775). Wcześniej, w czerwcu 1769 r., konfederaci barscy splądrowali rezydencję. Spadkobiercy kanclerza nie rezydowali w Wołczynie i nie czynili tu poważniejszych inwestycji. Jedynie w latach 1777-80 prowadzono przy pałacu prace remontowe z okazji wizyty króla Stanisława Augusta, nadzorowane przez nadwornego architekta Czartoryskich, Joachima Hempla. W 1813 r. budowle pałacowe były we względnie dobrym stanie, jednak z wyposażenia i dekoracji przetrwały jedynie nieznaczne pozostałości. W 1844 r. kolejna właścicielka, Karolina Pusłowska, rozebrała modrzewiowy pałac i przeniosła go do Leoszek. Z zabudowań pałacowych pozostały murowane skrzydła i część gospodarcza. Na terenie pałacowego ogrodu zachował się murowany, piętrowy budynek tzw. archiwum, mieszczący niegdyś bibliotekę Czartoryskich. Istnienie tej budowli odnotowano jeszcze w 1893 r., podobnie jak pałacowej oranżerii[5]. 
W 1890 r. Wołczyn należał do Lucjana Moraczewskiego, a na przełomie w. XIX/XX majątek został ostatecznie rozparcelowany przez jego córkę. Wedle anegdotycznej historii pozostałości rezydencji wołczyńskiej sprzedała ona za bezcen niejakiemu Bramsowi, który park przeznaczył na wycinkę, a resztki murowanych fundamentów na rozbiórkę na cegłę.
Pozostałości Zespołu pałacowo-parkowego zostały doszczętnie zrujnowane po zakończeniu II wojny światowej, kiedy Wołczyn został włączony do Białoruskiej SRR.

### Kościół św. Trójcy
Po dawnym zespole pałacowo-parkowym pozostał barokowy kościół pw. Trójcy Przenajświętszej, wybudowany w latach 1729–1731 z fundacji Stanisława Poniatowskiego wg projektu Johanna Sigmunda Deybla. Prace wykończeniowe prowadzono w latach 1732–1733, a następnie w latach 1738-1743, za kolejnych kolatorów Michała i Eleonory Czartoryskich. Figury ewangelistów są autorstwa, warszawskiego rzeźbiarza, Johanna Chrisostoma Redlera, a sztukaterie zapewne pochodzą z warsztatu Johanna Georga Plerscha. 
Kościół został konsekrowany 21 lipca 1743 przez biskupa Franciszka Antoniego Kobielskiego. Był miejscem rodzinnych uroczystości, m.in. w styczniu 1732 r. został tu ochrzczony Stanisław Antoni Poniatowski, późniejszy król Stanisław August, 19 listopada 1761 zawarli w Wołczynie związek małżeński: książę Adam Kazimierz Czartoryski i Izabela Czartoryska. Ślubu udzielał ks. biskup poznański Teodor Kazimierz Czartoryski.
W ramach represji po Powstaniu styczniowym, władze rosyjskie w 1866 roku odebrały kościół katolikom i przekazały cerkwi prawosławnej. Dokonano wtedy przeróbek, rozbierając kruchtę, ołtarz i chór, wywożąc dzwony, ławki i zmieniając lokalizację wejścia na od zachodu zamiast południowego. Zbudowano też nową odmienną stylistycznie kruchtę. Katolicy odzyskali zrujnowany kościół w 1918 roku. W 1924 roku wybudowano neobarokową plebanię. Kościół, po 1945 r. nieczynny, został zdewastowany. Odbudowano go częściowo po 2009 roku.
W dniu 17 lipca 1938 w dawnym skarbcu w pn.-zach. aneksie kościoła zostały pochowane, przewiezione z przeznaczonego do rozbiórki kościoła św. Katarzyny w ówczesnym Leningradzie, zwłoki króla Polski Stanisława Augusta Poniatowskiego. Po sprofanowaniu grobu w 1944 roku, kościół w 1945 roku zamieniono na magazyn nawozów sztucznych co doprowadziło do jego destrukcji. W 1988 roku resztki szczątków króla (drobiny kości i fragmenty szat) króla władze sowieckie po latach starań wydały władzom PRL. W 1995 złożono je w krypcie bazyliki archikatedralnej św. Jana Chrzciciela w Warszawie.
Zrujnowany i pozbawiony od lat 80.XX wieku dachu kościół, w 2007 roku przejęła diecezja pińska Kościoła rzymskokatolickiego. W latach 2009–2013 kościół odbudowano z zewnątrz przywracając oryginalną orientację. 22 listopada 2020 roku biskup piński Antoni Dziemianko ponownie konsekrował odrestaurowaną świątynię. Wnętrze nadal (2024) nie jest w pełni wykończone.

### Miasteczko
Zostało wzniesione z inicjatywy Poniatowskich, tworząc charakterystyczną, wydłużoną oprawę dojazdu do kompleksu pałacowego od strony Brześcia. Regularnie rozplanowane miasteczko o przeważającej drewnianej zabudowie zostało założone wzdłuż szerokiej ulicy i obszernego prostokątnego placu z dwiema budowlami (prawdopodobnie studniami) pośrodku i cerkwią w pierzei. Perspektywę ulicy zamykała dekoracyjna bryła kościoła Trójcy Św., a teren samej kompleksu pałacowego był symbolicznie oddzielony od miasta niewielkim ciekiem wodnym. O miejskiej przeszłości osady świadczy słabo czytelny układ przestrzenny z rynkiem, przy którym wznosi się drewniana cerkiew prawosławna pw. św. Mikołaja (najpewniej w miejscu dawnego ratusza) i dawny żydowski dom modlitwy. 
W Wołczynie znajduje się cmentarz katolicki z nagrobkami okolicznych ziemian i położony przy drodze do niego kirkut (kilkadziesiąt nagrobków z polnego kamienia), a także cmentarz prawosławny z kaplicą pw. św. Włodzimierza.
Przy drodze do Motykał znajduje się nieczynny młyn wodny.